# Temple (metropolitana di Londra)
Temple è una stazione della metropolitana di Londra servita dalle linee Circle e District.
La stazione era originariamente chiamata The Temple; il nome deriva dalla vicina Temple Church che diede nome anche alle Inns of Court di Inner Temple e Middle Temple. L'articolo cadde in disuso rapidamente.

## Storia
La stazione fu aperta il 30 maggio 1870 dalla Metropolitan District Railway (MDR; attualmente le linee District e Circle) quando la ferrovia estese la linea da Westminster a Blackfriars. La costruzione della nuova sezione della MDR fu progettata insieme alla costruzione del Victoria Embankment e fu ottenuta con il metodo "taglia-e-copri" di mettere un tetto sopra una stretta trincea.
La MDR si collegava alla Metropolitan Railway (MR, successivamente la linea Metropolitan) a South Kensington e, sebbene le due compagnie fossero concorrenti, ciascuna operava i propri treni sui binari dell'altra in un servizio comune chiamato "Inner Circle".
Il 1º febbraio 1872 la MDR aprì una diramazione diretta a nord dalla propria stazione di Earl's Court per collegarsi alla West London Extension Joint Railway (WLEJR, l'attuale West London Line), a cui si collegava ad Addison Road (l'attuale Kensington (Olympia)). Da quella data il servizio "Outer Circle" inizià ad utilizzare i binari della MDR. Il servizio era operato dalla North London Railway (NLR) dal suo capolinea di Broad Street (oggi demolita) nella Città di Londra attraverso la North London Line fino a Willesden Junction, poi dalla West London Line fino ad Addison Road e dalla MDR fino a Mansion House - il nuovo capolinea orientale della MDR.
Dal 1º agosto 1872, il servizio "Middle Circle" cominciò anch'esso a passare per la stazione arrivando da Moorgate lungo i binari della MR sul lato settentrionale dell'Inner Circle verso Paddington e quindi lungo i binari della Hammersmith & City Railway (H&CR) fino a Latimer Road quindi, attraverso un collegamento oggi demolito, alla West London Line verso Addison Road ed alla MDR verso Mansion House. Il servizio era operato congiuntamente dalla H&CR e dalla MDR.
Il 30 giugno 1900 venne chiuso il servizio Middle Circle tra Earl's Court e Mansion House.
All'inizio del ventesimo secolo i primi progetti della Great Northern and Strand Railway (successivamente incorporata nella Great Northern, Piccadilly & Brompton Railway ed oggi parte della linea Piccadilly) comprendevano la proposta di prolungare la linea a Temple. Il piano fu rigettato ed il percorso fu terminato invece alla oggi chiusa stazione di Aldwych, circa 200 metri a nord.
Il 31 dicembre 1908, il servizio Outer Circle fu tolto dai binari della MDR.
Nel 1949, il servizio Inner Circle operato dalla Metropolitan Line ottenne la sua identità sulla mappa della metropolitana come Circle Line.

## Nella cultura di massa
- La stazione compare in un episodio del 1992 della serie Rumpole of the Bailey (Rumpole and the Children of the Devil), quando Horace Rumpole viaggia da Temple alla stazione di Knightsbridge ed è notato lungo il percorso dalla moglie Hilda, che viaggia separatamente verso la stessa destinazione da Gloucester Road.
- La serie tv britannica Temple è ambientata nei sotterranei della stazione.

## Curiosità
- Temple è l'unico nome comune a una stazione della Metropolitana di Parigi e della Metropolitana di Londra.
- La stazione è citata nel libro Il codice da Vinci di Dan Brown.
- La stazione compare nel film della saga di 007 Skyfall, allorquando James Bond insegue il criminale Silva.

## Galleria d'immagini

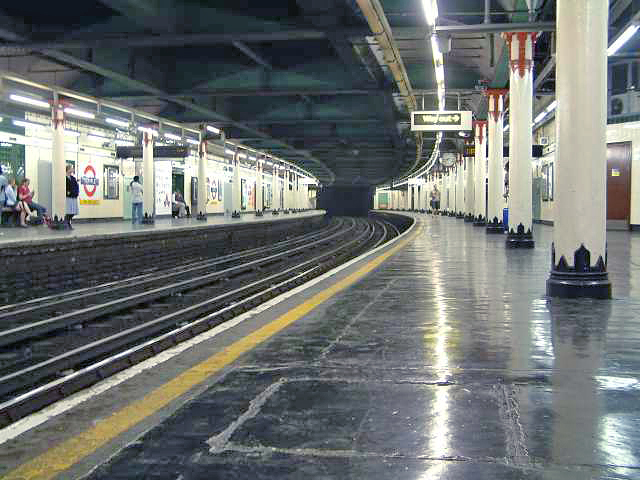
Pensilina della stazione di Temple